# Phytomyza placita
Phytomyza placita este o specie de muște din genul Phytomyza, familia Agromyzidae, descrisă de Spencer în anul 1977. Conform Catalogue of Life specia Phytomyza placita nu are subspecii cunoscute.